# ۱۸ ژانویه
۱۸ ژانویه در تقویم گرگوری، هجدهمین روز سال است. ۳۴۷ روز (در سال‌های کبیسه ۳۴۸روز) تا پایان سال باقی است.

## رویدادها
- ۱۶۷۰ - هنری مورگان پاناما را ضمیمه بریتانیا کرد.
- ۱۷۷۸ - جیمز کوک به عنوان نخستین اروپایی جزایر هاوائی را کشف کرد و آن‌ها را جزایر ساندویچ نامید.
- ۱۸۹۶ - دستگاه ایکس ری برای اولین بار به نمایش عمومی درآمد.
- ۱۹۰۲ - تسخیر شهر ریاض از سوی ملک عبدالعزیز بنیادگذار کشور عربستان سعودی.
- ۱۹۱۹ - کنفرانس صلح پاریس در طی جنگ اول جهانی در ورسای آغاز به کار کرد.
- ۱۹۴۴ - شکست محاصره نازی‌ها در لنین گراد یا سن پترزبورگ کنونی از سوی قوای ارتش سرخ اتحاد جماهیر شوروی.
- ۱۹۵۲ - انقلاب مردمی تونس علیه اشغال فرانسه.
- ۱۹۶۱ - پرورش جنین انسان خارج از رحم و در لوله آزمایش برای نخستین بار توسط پروفسور دانیل پتروچی.
- ۱۹۸۲ - زمین‌لرزه‌ای در دریای اژه به نیروی ۷ ریشتر، که در سراسر یونان، بلغارستان، جنوب شرقی ایتالیا، جنوب شرقی یوگسلاوی و غرب ترکیه احساس شد.
- ۲۰۰۲ - پایان جنگ داخلی سیرالئون.
- ۲۰۰۹ - حماس توافق آتش‌بس طی جنگ بیست و دو روزه غزه و اسرائیل را پذیرفت.

## زادروزها
- ۱۶۸۹ - مونتسکیو، اندیشمند فرانسوی و نویسنده روح‌القوانین
- ۱۸۹۲ - الیور هاردی، بازیگر و کمدین آمریکایی
- ۱۹۱۱ - خوسه ماریا آرگداس، رمان‌نویس، شاعر و انسان‌شناس پرویی
- ۱۹۵۵ - کوین کاستنر، بازیگر و کارگردان آمریکایی
- ۱۹۶۵ – جان تالن، دوچرخه‌سوار اهل هلند
- ۱۹۷۱ - جوزپ گواردیولا ای سالا، بازیکن و مربی اسپانیایی.
- ۱۹۸۲ – آنتونی واکارلو، طراح مد اهل بلژیک
- ۱۹۹۵ - غزاله شکور، دانشجوی هنر ایران و اتریش [۱]

## مرگ‌ها
- ۱۰۷۷ - ابواسحاق جاجرمی، فقیه و محدث ایرانی خراسانی
- ۱۸۶۳ - سعیدپاشا، (فرزند محمدعلی پاشا) فرمانروای مصر.
- ۱۹۳۶ - ماکسیم گورکی، نویسنده روس.
- 2015 - جهاد مغنیه